# Говардхан

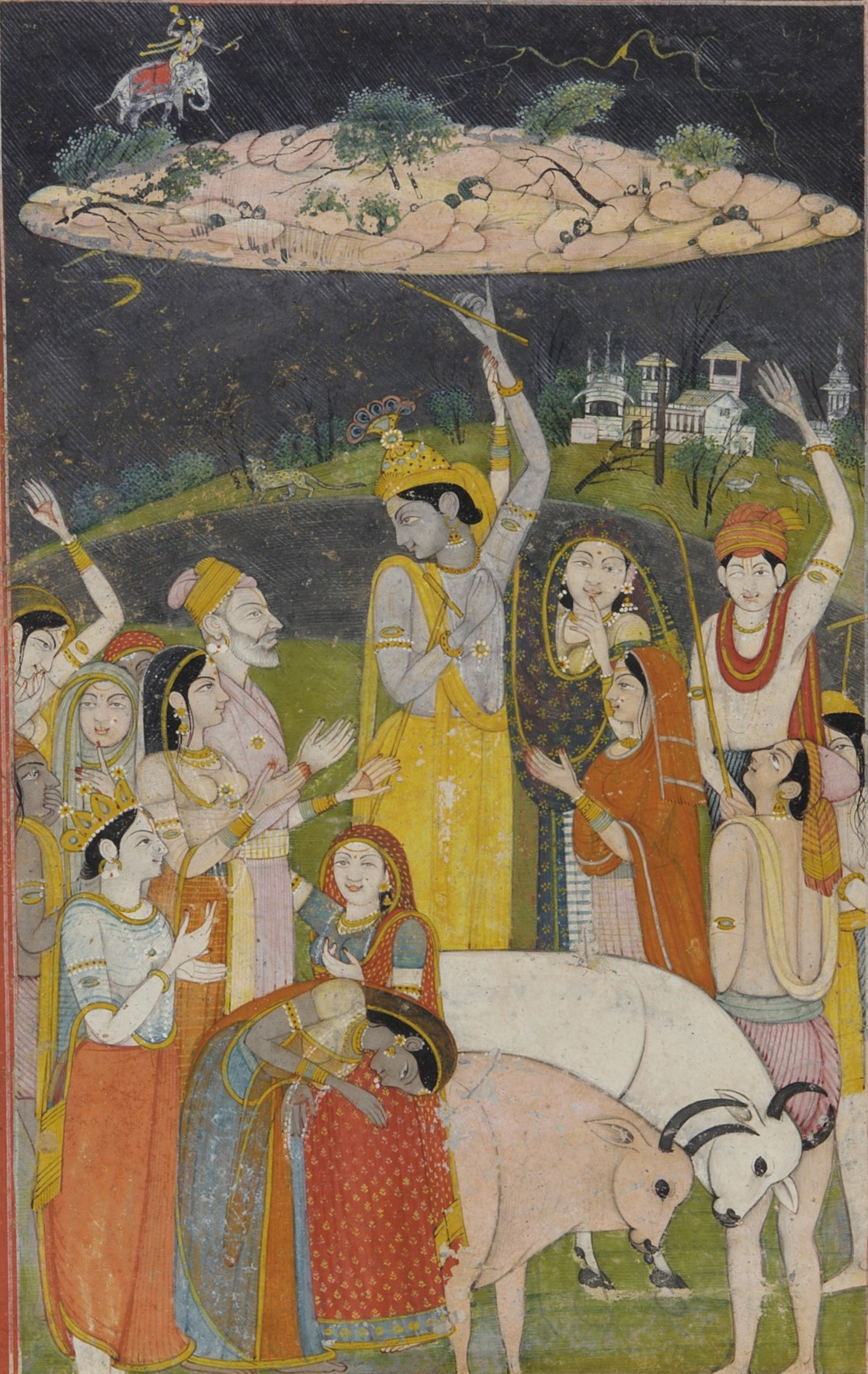
Пастухи, відчуваючи наближення біди, попросили Крішну захистити їх від грізної стихії, що він і зробив, піднявши над собою пагорб Говардхан

Говардхан та Говардхана (санскр. गोवर्धन, govardhana IAST) — кам'янистий пагорб, розташований неподалік від міста Вріндавана в штаті Уттар-Прадеш.
У вайшнавізмі, Говардхана і навколишнє його територія вважається священною і є важливим місцем паломництва. Згідно з пуранами, понад 5000 років тому на цьому місці Крішна і Баларама проводили свої божественні ігри. Пагорб Говардхана відіграє особливо важливу роль в традиціях кришнаїзму, зокрема в гаудія-вайшнавізмі де Крішні поклоняються як верховній іпостасі бога. Величезна кількість паломників відвідує Говардхан кожен рік. Вони роблять парікраму — обходять навколо Говардхана, граючи на музичних інструментах і співуючи кіртан або просто займаючись джапа медитацією.
У слова «Говардхана» є два основних значення. Дослівно го перекладається як «корови», і вардхана як «харчування». Інше значення слова го це почуття, а вардхана також може означати «збільшувати» — в традиціях Крішна-бгакті значення цього терміна часто дається як «те, що підсилює потяг почуттів до Крішни». Послідовники вайшнавізму вірять в те, що Говардхан має особистісну природу і благословляє людину збільшенням відданості. Вони вважають, що просто з причини знаходження в безпосередній близькості від пагорба Говардхана, почуття досягають духовної досконалості і відчувають блаженство.
Історія Крішни і Говардхана описується в «Бгагавата-пурані». Індра розлютився на маленького Крішну через те, що той умовив місцевих жителів приносити жертви і поклоняться собі замість нього. Індра закликав хмари і влаштував безперервну зливу над усім регіоном Вріндавана, який тривав сім днів і ночей. Щоб захистити людей і тварин, Крішна підняв величезний пагорб Говардхану на мізинці лівої руки, і всі мешканці Вріндавана змогли сховатися під ним від дощу як під великим парасолькою. Зрештою Індра визнав свою поразку і створивши молитви Крішні, пішов у свою небесну обитель — планету Індралоку. Після цього пагорб Говардхана прославився у всіх трьох світах. Кожен рік вайшнави у всьому світі святкують в цей день фестиваль Говардхана-пуджа.
Місцеві жителі відзначають Говардхана-пуджу по-різному. Як правило вони влаштовують бенкет і здійснюють парікраму навколо Говардхана — у цей день по парікрама-Марго люди йдуть суцільним потоком і дуже важко пробитися, якщо треба просто перейти вулицю або йти у зворотному напрямку. Майже всі при цьому роблять кіртан — співають святі імена. Свято триває кілька днів і вдень та вночі чути вибухи петард і ракет.

## примітки
1. ↑  David L. Haberman, River of Love in an Age of Pollution: The Yamuna River of Northern India, Page 264 ISBN 0520247892
2. ↑  Bhag-P 1.3.28 [Архівовано 23 січня 2013 у Wayback Machine.] 'Krishna Is the Source of All Incarnations'.